# Národní archiv (Východní Timor)
Národní archiv Východního Timoru sídlí v hlavním městě Dili. V roce 2023 byl generálním ředitelem Manuel Tilman.

## Historie uchovávání dokumentů
Archiválie související s portugalskou kolonizací Timoru v 16. století se dochovaly v malém množství, neboť tehdy ještě nebyl ostrov trvale Evropany osídlen. Větší počet dokumentů byl pořízen a uchováván v Díli během 17. století, ale archiv byl zničen za požáru v roce 1779, jak uvedl portugalský písař Porfirio Campos, guvernér Caetano de Lemos Telo de Meneses (1776–1779)  byl obviněn z nedbalosti kvůli nedostatečnému zásahu proti požáru. Byl to i jeden z důvodů pro jeho vyhnání do Mosambiku. V srpnu roku 1866 bylo při velkém požáru, kdy většina města lehla popelem, poničeno to, co zbylo z archivu po požáru v roce 1779,  zejména listiny z období, kdy bylo centrem portugalské koloniální správy město Lifau. Zprávy a informace o Timoru se ale dochovaly například v archivu v Macau. Jedním z významných dokumentů, co přežily požáry, je mapa Cailaca od neznámého autora. Další dokumenty se z historických důvodů nacházejí v portugalském Národním archivu.

## Národní archiv
Národní archiv byl sice založen a obdržel budovu dle zprávy Johna Waddinghama již krátce po získání nezávislosti v roce 2003, ale tehdy nebylo prioritou vlády pokračovat v jeho rozvoji. Jeho úloha byla uvedena v listině vydané až v roce 2008. V roce 2009  Národní archiv zvládl  uchovávat rozsáhlou kolekci úředních záznamů z období portugalské  éry,  získával čerstvě dokumenty z období nezávislosti, ale nebyl dostatek místa na archivaci úředních dokumentů z  období indonéské okupace. Neexistoval žádný katalog listin uložených v archivu a možnost otevření archivu pro veřejnost byla ve stádiu plánování. V roce 2011 byla definována působnost Národního archivu – byl vytvořen jako instituce s vlastní administrativou podřízenou Ministerstvu pro státní správu (Ministério da Administração Estatal) a je zodpovědný za uchovávání, údržbu a ochranu  historických dokumentů a oficiálních státních dokumentů. 

### Působnost
Jedná se o hlavní instituci národní soustavy archivů a do jejích hlavních působností patří:
- Podporuje, obnovuje a restauruje dokumenty historického a státního významu
- Zajišťuje ochranu a úschovu pro historické a úřední dokumenty odpovídajícím způsobem
- Uskutečňuje archivaci dokumentů v souladu s platnými normami pro jejich klasifikaci, zacházení, restauraci a archivaci
- Definuje podmínky pro spolupráci mezi národními a mezinárodními archivy
- Zajišťuje výzkumnou činnost, studijní činnost pro veřejnost a přístup k historickým dokumentům (pokud nespadají do kategorie dokumentů chráněných státním tajemstvím)
- Definuje a standardizuje normy a praxi v oblasti archivace dokumentů ve veřejném sektoru.[3]

### Speciální události

#### Mezinárodní den archivů
Ministerstvo pro státní správu se podílelo na oslavě Mezinárodního dne archivů výstavou nazvanou Národní archiv: jsme paměť a  dobrá vláda probíhající na půdě Parlamentu. Mezinárodní den archivů se slaví od roku 2007 na paměť dne 9. 6. 1948, kdy UNESCO vytvořilo Mezinárodní archivní radu.